# Jarama
Le Jarama est une rivière d'Espagne et un des affluents du Tage, son lit s'écoule principalement à l'est de la région de Madrid.

## Histoire
La vallée du Jarama fut le lieu d'une des plus importantes batailles de la guerre d'Espagne, la bataille du Jarama, en 1937.